# Lemoiz
Lemoiz – gmina w Hiszpanii, w prowincji Biskaja, w Kraju Basków, o powierzchni 18,91 km². W 2011 roku gmina liczyła 1083 mieszkańców.